# Peniel Mlapa
Peniel Kokou Mlapa (* 20. Februar 1991 in Lomé, Togo) ist ein deutsch-togoischer Fußballspieler.

## Karriere

### Vereine

#### Jugend
Mlapa kam im Alter von zwei Jahren nach München und spielte anfangs beim FC Unterföhring. 1999 wechselte er zum TSV 1860 München, bei dem er bis hin zur U19 alle Jugendmannschaften durchlief. Am 12. September 2008 kam er zu seinem ersten Einsatz in der Regionalliga Süd, als er im Spiel der U23 der Münchener gegen den FC Heidenheim eingewechselt wurde. Im Lauf der Saison 2008/09 verbuchte er zwei weitere Kurzeinsätze in der Reservemannschaft des TSV 1860 für sich, war aber weiterhin Stammspieler in der U19.

#### TSV 1860 München
Am 17. Mai 2009 gab Mlapa sein Debüt im Profifußball. Im Zweitligaspiel von 1860 gegen Alemannia Aachen wurde er in der Nachspielzeit eingewechselt. Auch im letzten Saisonspiel beim 1. FC Nürnberg kam er zum Einsatz. Im Sommer 2009 bestritt er die Saisonvorbereitung mit der Profimannschaft. Im Anschluss wurde er auch formell in den Profikader berufen. Sein erstes Zweitligator für 1860 erzielte er am 4. Oktober 2009 im Spiel beim FC St. Pauli. Im folgenden Spiel gegen den MSV Duisburg stand Mlapa erstmals in der Startaufstellung und erzielte wieder ein Tor. Bis 2010 bestritt er 23 Ligapartien für die Münchner, in denen er sechs Tore erzielte. Darüber hinaus spielte er zweimal im DFB-Pokal und erzielte für die zweite Mannschaft in 13 Spielen fünf Tore.

#### TSG 1899 Hoffenheim
Im Sommer 2010 wechselte Mlapa zum Bundesligisten TSG 1899 Hoffenheim, bei dem er einen bis 2013 laufenden Vertrag unterschrieb. Er erzielte am 14. August 2010 im DFB-Pokalspiel gegen Hansa Rostock sein erstes Tor für die TSG Hoffenheim.

#### Borussia Mönchengladbach
Zur Saison 2012/13 wechselte Mlapa zum Ligakonkurrenten Borussia Mönchengladbach. Er unterschrieb einen bis 30. Juni 2016 laufenden Vertrag. Sein erstes Spiel für seinen neuen Verein absolvierte er am 25. Oktober 2012 in der Europa-League-Gruppenphase beim 2:0-Sieg gegen Olympique Marseille. Dabei traf Mlapa 125 Sekunden nach seiner Einwechselung zum Endstand. Am 9. März 2013 (25. Spieltag) beim 1:1 im Heimspiel gegen den SV Werder Bremen erzielte er mit dem Treffer zum 1:0 in der 72. Minute sein erstes Bundesligator für seinen Verein.

#### 1. FC Nürnberg
Zur Saison 2014/15 wurde Mlapa an den 1. FC Nürnberg in die zweite Liga ausgeliehen. Er debütierte am 1. Spieltag gegen FC Erzgebirge Aue und bereitete das 1:0-Siegtor vor. Am 4. Spieltag traf Mlapa 19 Sekunden nach seiner Einwechslung zum 3:0 gegen den 1. FC Union Berlin.

#### VfL Bochum
Am 7. August 2015 wechselte Mlapa zum VfL Bochum in die zweite Bundesliga. Sein Ligadebüt im Trikot der Bochumer bestritt er am 23. August 2015 (2. Spieltag) im Spiel gegen seinen ehemaligen Verein 1. FC Nürnberg. Sein erstes Tor erzielte er am 25. September 2015 (9. Spieltag) bei der 1:2-Heimniederlage des VfL gegen den 1. FC Kaiserslautern. Insgesamt absolvierte er für den VfL 62 Ligaspiele, in denen er 13 Tore erzielte.

#### SG Dynamo Dresden
Am 31. August 2017 wechselte Mlapa für eine Ablösesumme von 700.000 Euro zu Dynamo Dresden. Er unterschrieb einen Vertrag bis Juni 2020.

#### VVV-Venlo
Im Sommer 2018 wurde Mlapa zunächst für ein Jahr zur VVV-Venlo verliehen, dabei bestand auch eine Kaufoption, welche die Niederländer im Frühjahr 2019 zogen, nachdem der Stürmer in 30 Ligaspielen 15 Treffer beigesteuert hatte.

#### Vereinigte Arabische Emirate
Trotz der gezogenen Kaufoption hielt es Mlapa nicht lange in Venlo. So wechselte er bereits im Sommer 2019 weiter zum al-Ittihad Kalba Sports Club in die Vereinigten Arabischen Emirate und unterschrieb dort einen Zweijahresvertrag. In Kalba wurde Mlapa schnell zum Stammspieler und war später auch Mannschaftskapitän. Von Januar bis September 2023 war er für den Ligarivalen al-Nasr SC aktiv und erzielte dort in 15 Pflichtspielen einen Treffer.

#### Südkorea
Am 12. März 2024 nahm ihn dann der südkoreanische Erstligist Daejeon Hana Citizen FC unter Vertrag. Für den Verein aus Daejeon bestritt er 16 Ligaspiele. Hierbei erzielte er vier Tore. Ende Juli 2024 wechselte er in die zweite südkoreanische Liga. Hier unterschrieb er einen Vertrag bis Saisonende 2024 bei Busan IPark. Für den Zweitligisten aus Busan bestgritt er 14 Ligaspiele.

#### Thailand
Anfang Januar 2025 ging er nach Thailand. Hier unterschrieb er in der Hauptstadt Bangkok einen Vertrag beim Erstligisten Port FC. Nach neun Ligaspielen, in denen er einen Treffer erzielte, wurde sein Vertrag im Sommer 2025 nicht verlängert. Im Juni 2025 nahm ihn der Erstligaabsteiger Khon Kaen United FC aus Khon Kaen unter Vertrag. Am 9. Juni 2025 gab Khon Kaen bekannt, dass der Vertrag aus persönlichen Gründen wieder aufgelöst wurde. Anfang Juli 2025 nahm ihn der thailändische Erstligist Lamphun Warriors FC unter Vertrag.

### Nationalmannschaft
Am 7. Oktober 2009 gab Mlapa sein Debüt für die deutsche U19-Auswahl im Spiel gegen Luxemburg. Wenige Wochen später wurde er für das letzte noch ausstehende WM-Qualifikationsspiel in den Kader der togoischen Nationalmannschaft berufen. Er lehnte diese Einladung jedoch ab, um weiter für die Nachwuchsmannschaften des DFB spielen zu können. Mit der deutschen U21-Auswahl qualifizierte er sich im Oktober 2012 für die EM-Endrunde 2013 in Israel. Am 1. Juni 2017 debütierte er für die Auswahl Togos und absolvierte in den folgenden drei Jahren insgesamt 15 A-Länderspiele.

## Auszeichnungen
- Fritz-Walter-Medaille in Gold (U19): 2010